# 13 fantasmes
13 fantasmes (títol original en anglès: Thirteen Ghosts) és una pel·lícula de terror canadenco-estatunidenca, dirigida per Steve Beck i protagonitzada per Tony Shalhoub i Shannon Elizabeth. Ha estat doblada al català. Estrenada el 26 d'octubre de 2001, és un remake de Tretze fantasmes, que es va estrenar en 1960.

## Argument
La família Kriticos viu en perfecta harmonia, fins que una desgràcia posa fi a la vida de Jean, l'esposa d'Arthur i mare de Kathy i Bobby. Una tarda, mentr esmorzen en un apartament de mala mort al costat de la mainadera; reben la visita d'un advocat, que els informa que l'oncle llunyà d'Arthur els ha deixat com a herència una magnífica casa. La família visita l'habitatge i en trobar-la tan sofisticada i ultra moderna, decideixen fer-ne una passejada per l'interior.
El que tots ignoren és que en realitat, aquesta casa no és una casa, sinó una màquina que, com s'esmenta més tard, va ser dissenyada pel Diable i impulsada per la Mort. Cyrus, l'excèntric i pervers oncle d'Arthur, en realitat ha convertit aquesta casa en una presó per 12 esperits malignes, excepte per l'esposa morta d'Arthur que també era un dels 12 esperits d'acord amb el Zodíac negre. Esperits que no trigaran a terroritzar la família a l'interior de la casa. Només necessiten un més com ells per poder realitzar la configuració que obrirà les portes de l'Infern a la Terra, és a dir, un tretzè fantasma que ha de néixer com un acte d'amor pur; i la persona triada per Cyrus és precisament Arthur Kriticos, que lluita desesperadament per salvar a Kathy i Bobby de la màquina, dels 13 fantasmes, el Diable i la Mort.

## Repartiment
- Tony Shalhoub: Arthur Kriticos/El Cor Trencat
- Matthew Lillard: Dennis Rafkin
- Embeth Davidtz: Kalina Oretzia
- Shannon Elizabeth: Kathy Kriticos
- Alec Roberts: Bobby Kriticos
- Rah Digga: Maggie Bess
- F. Murray Abraham: Cyrus Kriticos
- J.R. Bourne: Ben Moss
- Mikhael Speidel: Billy Michaels/El Primogènit
- Daniel Wesley: Jimmy "The Gambler" Gambino/El Tors
- Laura Mennell: Susan LeGrow/La Dona Lligada
- Kathryn Anderson: Jean Kriticos/L'Amant Marcida
- Craig Olejnik: Royce Clayton/El Príncep Estripat
- Shawna Loyer: Dana Newman/La Princesa Enutjada
- Xantha Radley: Isabella Smith/La Pelegrina
- C. Ernst Harth: Harold Shelburne/El Nen Obès
- Laurie Soper: Margaret Shelburne/La Mare Nefasta
- Herbert Duncanson: George Markley/El Martell
- Shayne Wyler: Ryan Kuhn/El Xacal
- John DeSantis: Horace "Breaker" Mahoney/L'aniquilador

## Rebuda
El seu pressupost va ser de 42 milions de dòlars. Als EUA, la pel·lícula va quedar en segon lloc, per la qual cosa va recaptar 15 milions. Va estar 10 setmanes en la taquilla dels Estats Units, recaptant 41,8 milions al país, i 68,4 a tot el món.
Crítica
- "L'experiència de veure aquest film és literalment dolorosa. Dol en els ulls i en les oïdes (...) els creadors van pensar que si pujaven el volum podrien enganyar a l'audiència perquè pensés que alguna cosa estava succeint (...) Puntuació: ★ (sobre 4)."[5]
- "Tracta de combinar humor amb terror fantasmal però no destaca en cap dels dos"[6]